# ペナルティカード
ペナルティカード（Penalty card）は、多くのスポーツの試合において、選手や監督、またはマネージャーなどに警告、退場、または罰則を与える手段として使用されているカードである。

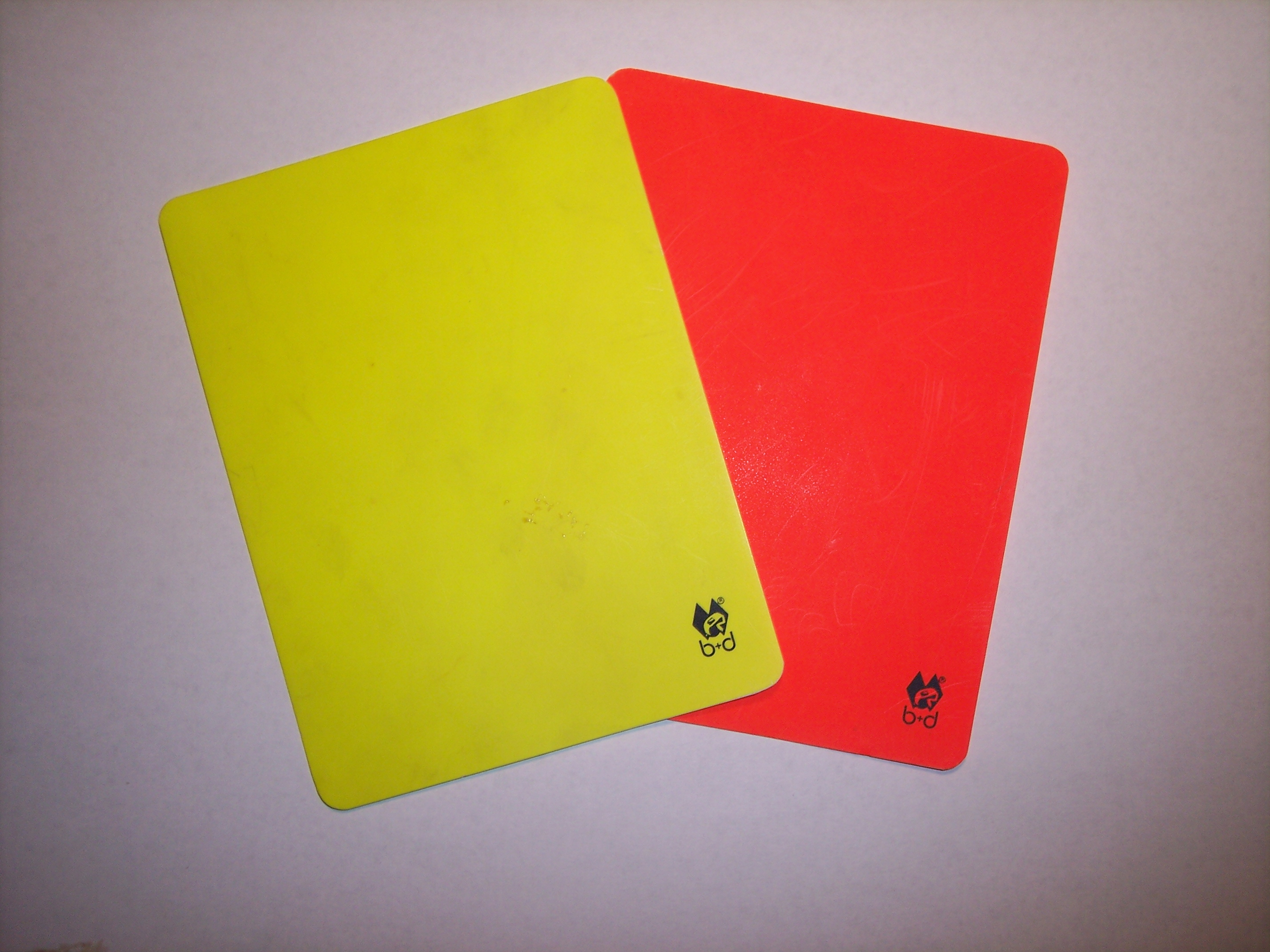
イエローカードとレッドカード

## 概要
ペナルティカードは、選手が反則をしたことを示すために審判員によって一般的に使用される。審判は、違反をした選手を見たり指さしたりしながら、カードを頭の上にかざす。この動作により、言語に依存しない方法で、全ての選手、観客、およびその他の役員に決定が明確になり、審判が使用するカードの色または形は、違反の種類または重大度、および適用される罰のレベルを示す。イエローカードとレッドカードが一般的な意味で、通常はそれぞれ注意と退場を指している。

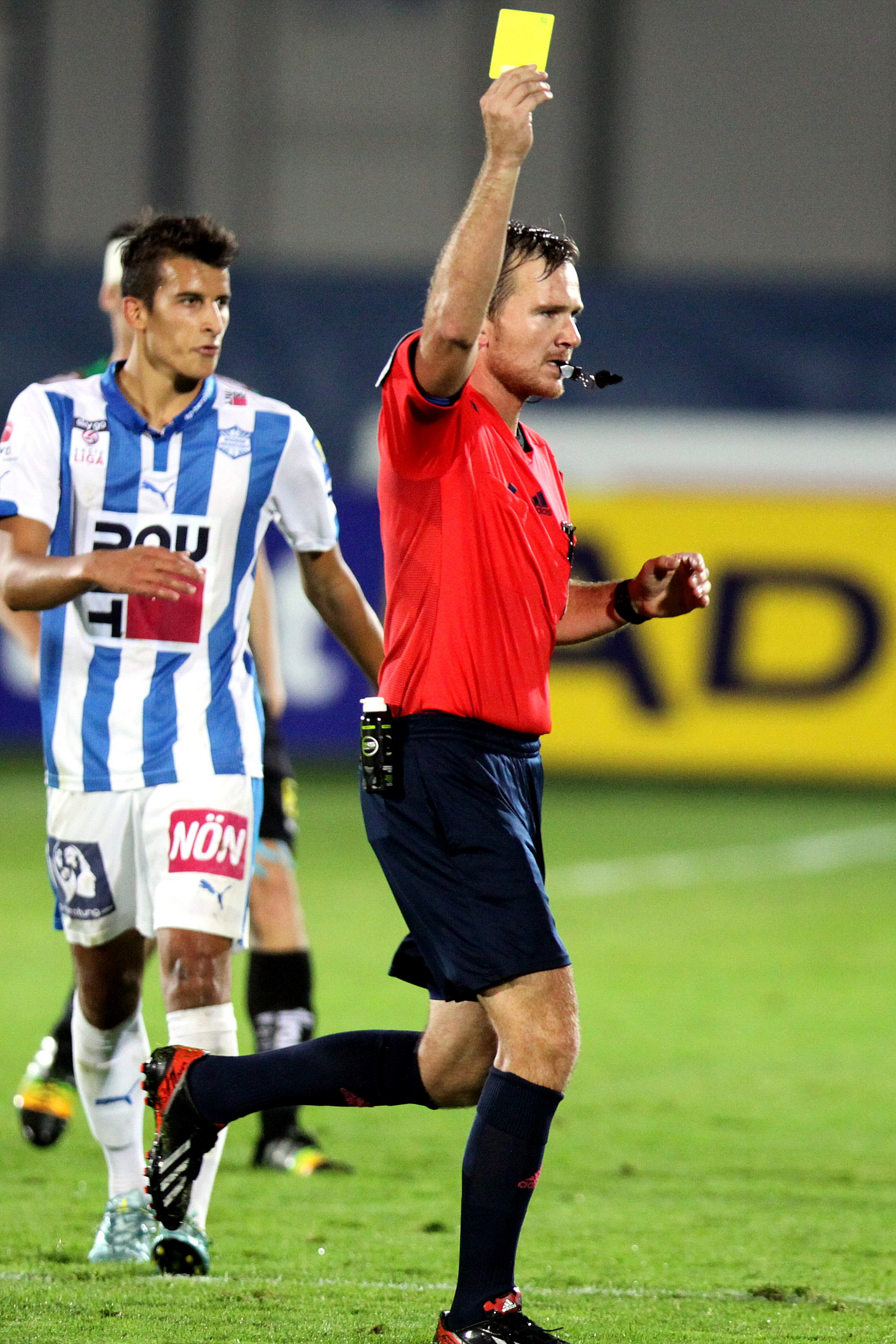
2015年にサッカーの試合で出されたイエローカード

## 歴史と起源

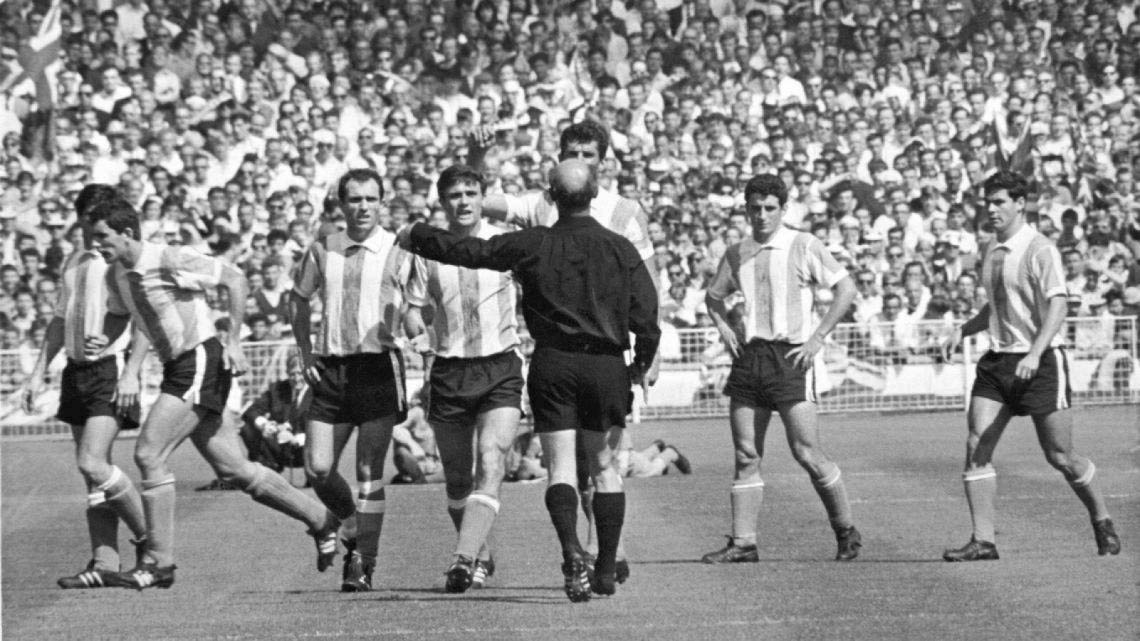
1966年FIFAワールドカップにて主審であるルドルフ・クライトラインから退場処分を受けるアントニオ・ラティン

審判の意図を伝えるための言葉に依存しない色付きのカードを使用するアイデアは、イギリスのサッカー審判員であるケネス・アストンに端を発している。
1963年に審判員を引退したアストンは、FIFAから連絡を受けて国際審判委員会に招待され、1970年から1972年まで議長を務めた。この新しい役職によりアストンはFIFAワールドカップの歴史上で最も物議を醸す事件のひとつに関与することになった。1966 FIFAワールドカップ準々決勝のイングランド対アルゼンチン戦で、主審のルドルフ・クライトラインはイングランドのボビー・チャールトンとジャッキー・チャールトンに警告を与え、アルゼンチンのアントニオ・ラティンを退場処分とした。アストンは、ラティンを落ち着かせるための説得や、チームが試合放棄におよばぬように外交努力を払わなければならなかった。またクライトラインは試合中に態度を明確に示さなかったため、イングランドの監督・アルフ・ラムゼーが説明を求めてFIFAにアプローチをかけたという。こうしたことからアストンは、将来起こりうる様々な問題を回避するための方法について考え始めた。
元は1890年のルール改定によりレフェリーは試合を制御し、注意・退場・PKなどの罰則を与える権利を有していたが、この試合は対戦両国と審判の3者間に共通の言語がなく、コミュニケーションが取れなかったことが荒れた試合を作り出してしまった原因であると感じたアストンは、言葉が判らなくてもシグナルとして誰にでも理解できる仕組みの導入が必要であると訴え、イエローカードおよびレッドカードを考案した。アストンは観客や選手に分かりやすいように信号機で使用されているのと同じ原理に基づく色分け（黄色は安全に停止できる場合は停止、赤色は停止）が言葉の壁を超え、選手が警告または退場したことを明確にすることに気付き、1970年FIFAワールドカップからこのカードを導入した。この出来事の後に、様々なスポーツにこの制度が導入された。

## 主に使用されるカード

### イエローカード

イエローカード。いくつかのスポーツで使用され、一般的には警告または一時的なストップを示す。

イエローカードは、さまざまなスポーツで使用されている。その意味はスポーツによって異なるが、一般的なのは選手の行動に関して選手に与えられた警告を示しているか、一時的な停止を示している。主な例は以下のスポーツである。

#### サッカー
サッカーにおいては、選手が正式に警告を受けたことを示すために、審判員によってイエローカードが示される。選手の詳細は、審判によって小さなノートに記録される。したがって、警告は「予約」とも呼ばれている。警告を受けた選手は、試合でプレーを続ける事ができるが、ただし試合で2回目の警告を受けた選手は退場となり（再びイエローカードが表示され、次にレッドカードが表示される）、すぐにフィールドを離れ、試合にそれ以上参加が出来なくなる。選手は交代で交代することはできない。サッカー競技規則の第12条 (国際サッカー評議会によって設定され、FIFA) には、警告の対象となる可能性のある、または警告が必要な違反や不正行為の種類をリストしている。また、「選手、交代選手、交代した選手、またはマネージャーのみ」が警告を受けることができると述べている。1試合で2枚のイエローカードを累積した場合、選手は通常1試合の出場停止処分を受ける （状況によってはそれ以上になることもある）。

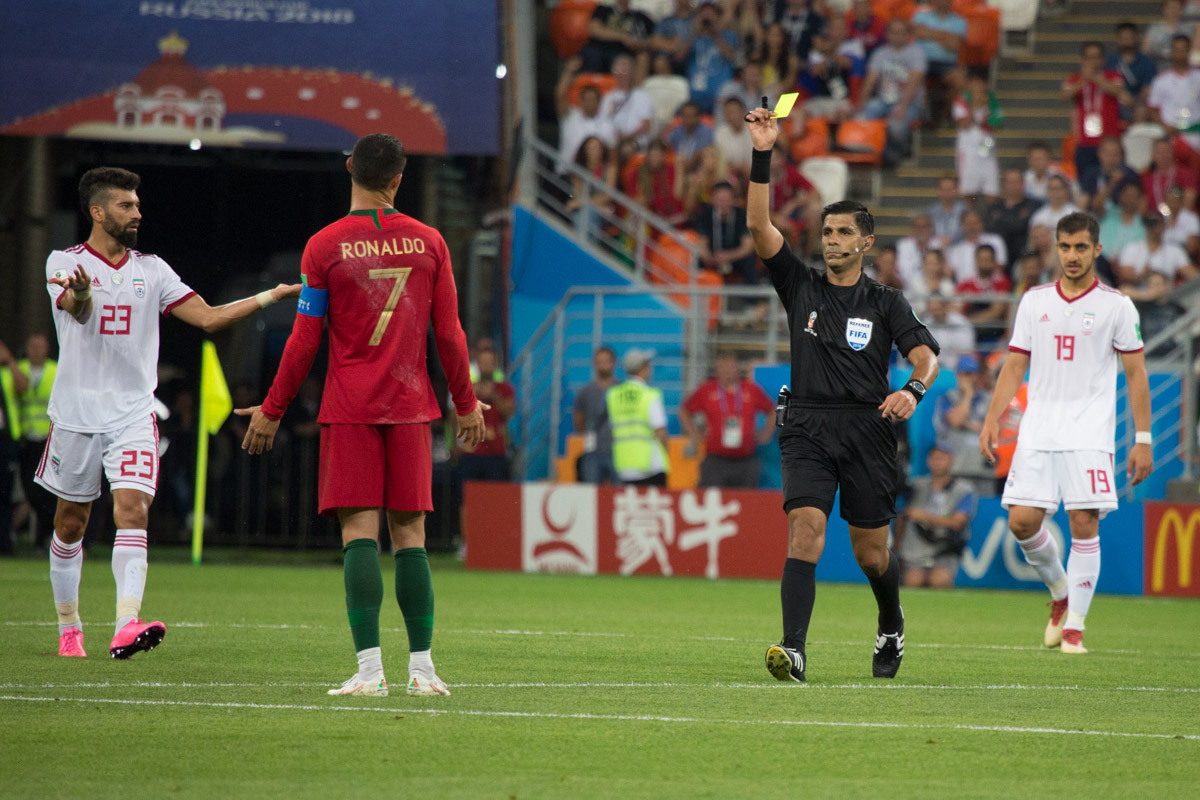
クリスティアーノ・ロナウドにイエローカード

ほとんどのトーナメントでは、いくつかの試合で一定数のイエローカードが蓄積されると、違反した選手はその後の一定数の試合で失格となる。カードの正確な数と試合は管轄区域によって異なっている。

#### 陸上競技
陸上競技においては、イエローカードは陸上競技とフィールド競技の両方で個人的な警告として使用され、2枚目のイエローカードが失格になることを示すために使用される。黄色に斜めの黒のカードが不正スタートの警告を示しており、複合試合を除いて、不正スタートはすぐに失格になる。しかし2022年現在は、不正スタートのルールは不正スタートが与えられるためには、銃声の前に選手の手がトラックを離れるか、足がスターティングブロックを離れなければならないということである。したがって、選手が最終的なセットポジションにいる間に不正スタートを行った場合、最大のペナルティはイエローカードである。

#### オーストラリアンフットボール
オーストラリアンフットボールにおいては、深刻な報告義務のある違反を除いて、報告義務のある違反 （対戦相手への攻撃、審判への罵りなど）を犯した選手に対してイエローカードが出される。イエローカードを出された選手は、休憩を除いてプレーの4分の1の間、試合に参加する事が出来ないが、その選手は交代することができる。ただし、選手が報告すべき反則を犯していなくても、審判員の裁量で選手に対してイエローカードが出される場合がある。ただし、オーストラリアン・フットボール・リーグでは、イエローカードとレッドカードは発行されない。

#### バドミントン
バドミントンにおいては、バドミントンの規則違反の警告として、シングルスまたはダブルスのペアにイエローカードが与えられる。イエローカードは、試合中に選手またはペアに1回だけ与えられ、その後の違反はレッドまたはブラックカードで制裁される。

#### バンディ
バンディにおいては、イエローカードは、ゴールスローやフリーストロークの実行エラー、またはボールを持たない選手の妨害などのテクニカルファウルに対してチーム全体に与えられた警告を示す。同じチームによるその後のテクニカルファウルは、ホワイトカードで示された5分間のペナルティとなる。

#### カヌーポロ
カヌーポロにおいては、イエローカードは選手 2分間の一時的な出場停止を受けたことを指す。イエローカードは、特定のゴールの得点を妨げる意図的または危険なファウル、意図的または繰り返される危険な違法なプレー、ファウルまたは虐待的な言葉、審判の決定に継続的に異議を唱える、または3枚目のグリーンカードを受け取った場合に与えられる。

#### 馬術競技
馬術競技においては、 FEI公認の試合中に、馬の虐待またはオフィシャルに対する不適切な行動に対してイエローカードが出される場合がある。馬の虐待には、明らかに足の不自由な馬に乗ること、疲れ果てた馬に乗ること、鞭や拍車を過度に使用すること、および危険な乗馬が含まれる場合がある。ライダーは出されたカードを受け入れないことを選択できるが、そうすることで懲戒聴聞会につながる可能性がある。イエローカードを受け取ったライダーは、試合から失格となり、罰金または出場停止となる可能性がある。

#### フェンシング
フェンシングでは、イエローカードは選手への警告を指す。場合によっては、違反した選手が記録したヒットの無効も発生する可能性がある。イエローカードは、対戦相手に背を向けるターゲットエリアをカバーする（フルーレで一般的）、許可なくピストを離れる、審判に従うことを拒否するなどのTier 1の違反に対して与えられる。レフェリーによる最初のコールで、選手がピスト上でフェンシングの準備ができていない場合にもイエローカードが与えられる。競技の秩序を乱すゲレンデ外の人物も、最初の違反でイエローカードを受け取る可能性がある。

#### フィールドホッケー
フィールドホッケーのイエローカードは、審判員が出場停止時間を決めるが、少なくとも5分間は一時的な出場停止をする。選手が同じ試合中に異なる反則で2枚のイエローカードを受け取る可能性があるが、出場停止期間は、イエローカードごとに大幅に長くする必要がある。イエローカードが与えられた反則が繰り返された場合、イエローカードは再び使用されてはならず、より厳しい罰則が与えられなければならない。また、軽度の違反の場合イエローカードの出場停止期間と重大な違反の場合の期間には明確な違いがなければならない。イエローカードは、チーム全体の不正行為に対して特定の選手またはキャプテンに示される可能性がある。この場合は、キャプテンは一時的に停止される。

#### ゲール語の競技
カモギー、ゲーリックフットボール、ハーリング、レディース・ゲーリック・フットボールのゲーリック・ゲームスにおいては、中程度のファウルに対してイエローカード （アイルランド語: cárta buí）が選手に出される。1試合で2枚のイエローカードを受け取った選手は退場となり、レッドカードが出される。レッドカードとイエローカードは、1995年全アイルランドシニアフットボールチャンピオンシップでの決勝で、審判がチャーリー・レドモンドをフィールドから退場させたが、レドモンドが出ることを拒否した事件の後、ゲーリック・ゲームスに導入された。 

#### ハンドボール

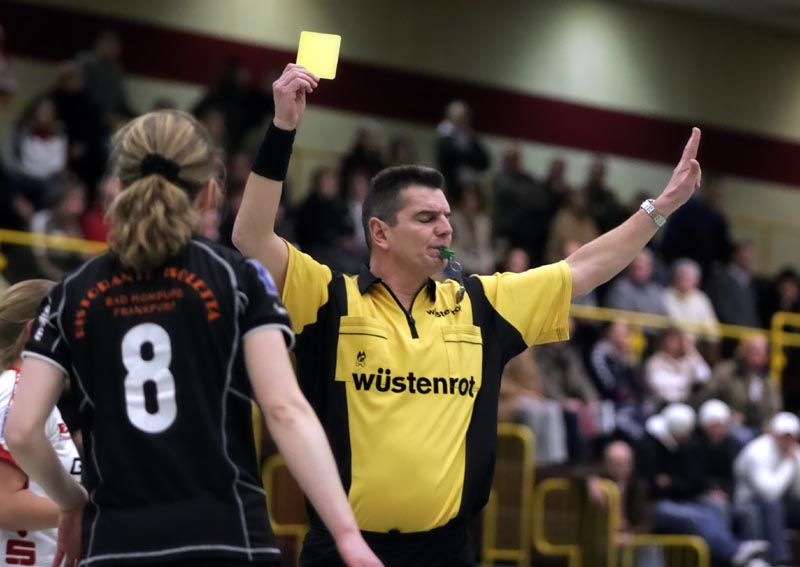
ハンドボールの試合でのイエローカード

ハンドボールのイエローカードは警告を意味し、スポーツマンシップに反する行為を行った選手またはオフィシャルチーム、またはボールではなく主にもっぱら対戦相手に向けられた行為を行った選手に与えられる可能性がある。IHFの規則では、審判がこれらの状況以外でイエローカードを与える裁量を認めている。

#### 競歩
競歩でのイエローカードは、競技者の後足を上げているときに足が地面に着いていない事、または前足が地面に接触したときにまっすぐに伸びていないことを指している。

#### ラグビー
ラグビーリーグでは、イエローカードは通常、南半球のラグビーリーグでは使用されず、審判は指を広げて両腕をまっすぐに上げて10分間の出場停止を示す（この動作は10分を示す）。別称シンビンとも呼ばれている。ただし北半球においては、主審がイエローカードを使用してシンビンを合図するのが一般的であるが、南半球では使用される腕と手の合図を使用する代わりに、10分を示すために使用される。選手は、レッドカードを受ける事なく7枚のイエローカードまで受ける事ができる（試合で8枚のイエローカードを受け取った選手は、レッドカードを受ける）。ただし、反則の程度は主審の裁量に委ねられており、このような場合、通常2回目の重大な反則がなくても2回目の重大な反則に対してレッドカードが提示されることがある。
7人制ラグビーでは、ワールドラグビー規則第9条によるとファウルプレーに違反した選手は、イエローカードを提示され、交代なしで2分間の出場停止処分を受ける場合があると記載されている。違反には、妨害、不正なプレー、度重なる違反、危険なプレー、およびゲームに害を及ぼす不正行為が含まれる。その選手が後で別のイエローカード違反を犯した場合、その選手はレッドカードを提示され、退場となる。
ラグビーユニオンでは、ワールドラグビー規則第9条によるとファウルプレーに違反した選手は、イエローカードを提示され、10分間の出場停止処分を受ける場合があり、その間、選手の交代をする事は出来ない。違反には妨害、不正なプレー、度重なる違反、危険なプレー、およびゲームに害を及ぼす不正行為が含まれる。試合で2  枚目のイエローカードを受け取ったプレーヤーには、退場となり、残りの試合に参加できない事を意味するレッドカードも出される。

#### バレーボール
FIVBの規則では、イエロー カードを受けることは、軽度の不正行為に対する選手とコーチへの正式な警告の第2段階であり、最初の警告はチーム キャプテンを通じて口頭で行われる。これはスコアシートに記録されるが、すぐに結果が出るわけではない。また、これによってサービスが失われることはなく、対戦相手にポイントが与えられることもない。選手とコーチが退場の制裁を受けるレッドカード（片手）と一緒に示され、選手とコーチが制裁を受けるレッドカード（各ハンドにカード）とは別に示されている。失格の場合は、そのような反則はすべてスコアシートに記録される。

#### 水球
水球においては、コーチや個々の選手、またはベンチ全体からの無礼な行為に対する公式の警告として、イエローカードが与えられる。

#### 卓球
ITTFの規則では、選手が不正行為を行った場合に警告するために審判員によってイエローカードが示される。選手が2回目の反則を犯した場合、対戦相手に1ポイントが与えられ、さらに反則を犯した場合は2ポイントが与えられ、そのたびに審判によってイエローカードとレッドカードが同時に示される。認可されたアドバイザーが違法にアドバイスを行った場合においても、イエローカードを提示することもできる。

### レッドカード

レッドカード。いくつかのスポーツで使用され、一般的には深刻な違反を示し、選手が試合から除外され、次の試合も禁止される可能性があることを意味することがよくある。

レッドカードは、いくつかの異なるスポーツ コードで使用される。その意味はスポーツによって異なるが、一般的には深刻な違反を示し、多くの場合は選手はゲームから永久に出場が停止される（一般に退場、解任、追放、除去、または退場として知られている）。多くのスポーツでは、退場した選手のチームは選手を交代させることができないため、1 人少ない選手で残りの試合を続行する必要があり、これは不利になる可能性があるという、主な例は以下のスポーツである。

#### サッカー

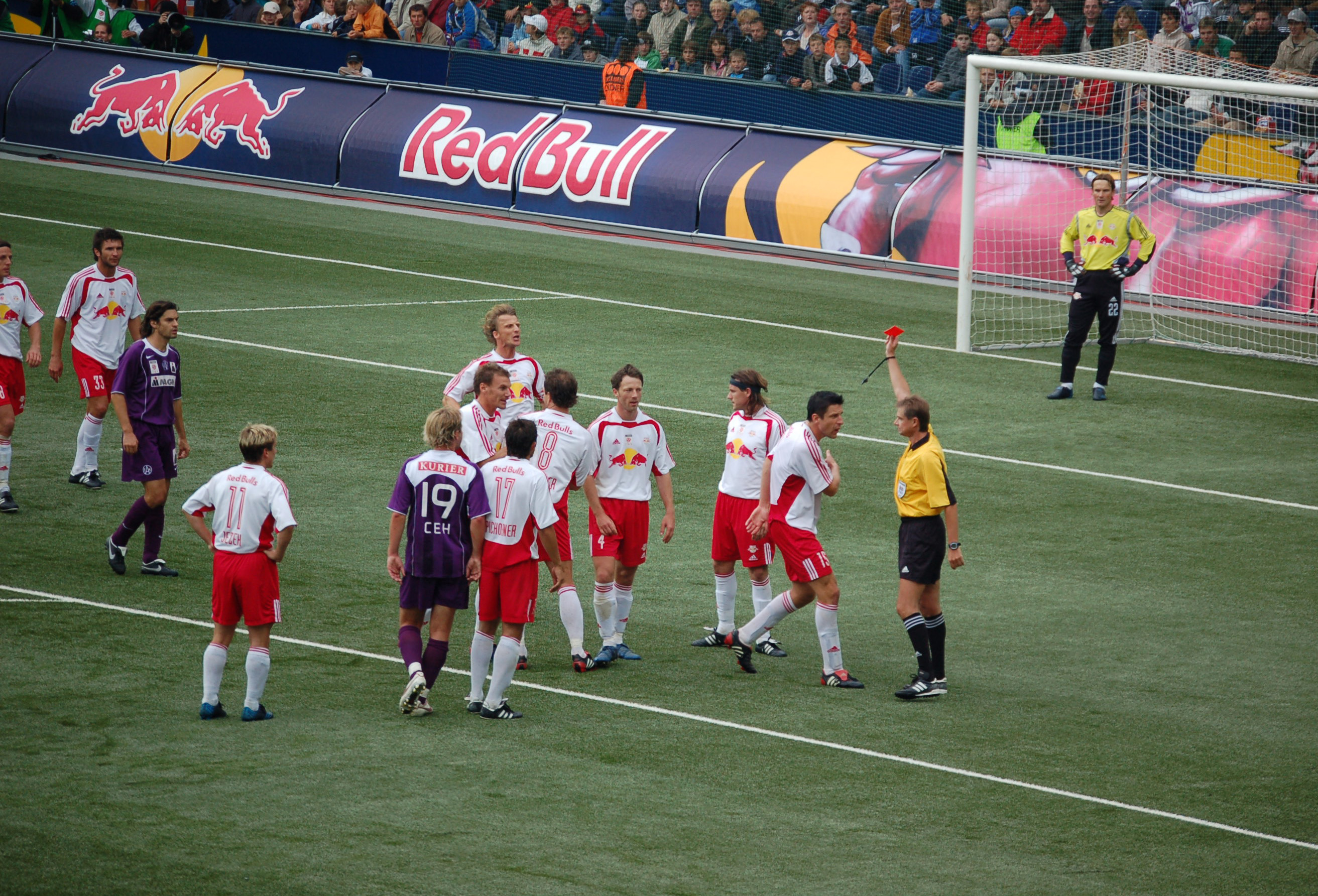
トーマス・リンケに対して出されたレッドカード

サッカーでは選手が退場となったことを示すためにレフリーがレッドカードを提示する。退場となった選手は、直ちにフィールドを離れなければならず、それ以上試合に参加してはいけない。退場となった選手は、試合中に交代する事は出来ない。レッドカードを出された選手のチームは、1人少ない状態で試合を続行する必要がある。レッドカードは選手、交代要員、交代要員、およびコーチのみが受けることがある。ゴールキーパーがレッドカードを受け取った場合、別の選手がゴールキーパーの任務を引き受けなければならない（そのため、チームは通常交代をしている）。このオプションが利用可能な場合、別のゴールキーパーに変わる事となる。暴力行為や、相手チームの得点機会を違法かつ故意に妨害するなどの重大な違反を犯した選手には、レッドカードが示され、さらにマイナーオフェンスでイエローカードを2枚累積した選手にもレッドカードが提示される。

#### 陸上競技
陸上競技のレッドカードは、2枚のイエローカードを受けた選手が失格となることを示す。不正スタートが行われた場合、斜めの赤に黒のカードが発行される。

#### オーストラリアンフットボール
オーストラリアンフットボールでは、試合中にイエローカードを2枚累積した選手、または報告すべき重大な違反（審判員を殴る、相手選手を蹴るなど）を犯した選手に対してレッドカードが発行される。レッドカードを発行された選手は、残りの試合に参加することは出来ないが、ほとんどのスポーツとは異なり、選手は交代できるが、4分の1に相当する時間（休憩を除く）が経過するまでは交代はできない。ただし、オーストラリアン・フットボール・リーグでは、イエローカードとレッドカードは発行されない。

#### バドミントン
バドミントンでは、シングルスまたはダブルスのペアにレッドカードが与えられ、イエローカードを受けた後、その後の違反に罰則が与えられる。これはフォルトとしてカウントされ、相手チームにポイントが与えられる。2枚目のレッドカードの場合、選手またはペアは、トーナメントレフリーの裁量により、ブラックカードで失格となる場合がある。

#### バンディ
パンディでは、レッドカードはマッチペナルティを示す。つまり選手は残りの試合で除外され、交代することは出来ない。レッドカードの違反には、対戦相手を直接攻撃したり、罵倒する言葉を使用したりすることが含まれ、コーチまたは交代要員もレッドカードで罰せられる場合がある。この状況では、リンクにいる選手も10分間のペナルティを科され、選手の数が1人減る。

#### カヌーポロ
カヌーポロのレッドカードは、選手が残りの試合で退場となり、交代できないことを示している。選手への個人攻撃が発生した場合や汚い言葉や虐待的な言葉が繰り返された場合、またはイエロー カードの授与に異議が唱えられた場合や選手にプレーをコントロールさせるような望ましい効果がなかった場合、レッドカードが与えられることがある。選手が何かしらの理由で2枚目のイエローカードを受け取った場合にも、レッドカードが与えられる。

#### クリケット
2016年12月、2017年10月までに、クリケットの審判員は、次の事を行った選手を退場させる為にレッドカードを発行する権限を与えられる事が発表された。他の選手、審判員、役員、または観客を物理的に攻撃する。またはその他の暴力行為。

#### フェンシング
フェンシングでは、レッドカードは、選手が対戦相手にペナルティヒットを与えることを正当化する違反を犯したことを示すために使用される。2回目以降のグループ1の違反、すべてのグループ2の違反、および最初のグループ3の違反はレッドカードで罰せられる。レフェリーによる2回目のコールで、選手がフェンシングの準備ができていない場合にも、レッドカードが出される場合がある。

#### フィールドホッケー
フィールドホッケーでレッドカードが出た場合、選手は永久に出場停止となる。選手はそれ試合に参加できず、交代することも出来ない。フィールドホッケーの他のペナルティカードとは異なり、レッドカードはチームの不正行為のためにキャプテンに与えられることはない。その色に加えて、フィールドホッケーの赤いカードはしばしば円形の形である。

#### フロアボール
フロアボールでは、レッドカードにより、選手は試合から退場し、そのチー厶は5分間のベンチペナルティで罰せられる。フロアボールでは、レッド カードは3種類のマッチペナルティ（MP1、2、3）と関連付けることができます。MP1 は、ゴールケージやボーディングに対する激しいヒット（プッシュ）など、試合中の暴力的なプレーに関連している。このペナルティにより、トーナメントが中断される事は無い。MP2は試合の妨害行為、軽度の乱闘（パンチ無し）などの違反に関連しており、選手が2回目の5分間のベンチペナルティを受けたときにも与えられる。この試合のペナルティにより、自動的に1試合の出場停止処分が科される。MP3は、審判、他のプレーヤーまたは観客を侮辱するなどの行為、プレーとは直接関係のない暴力的な行為（対戦相手を殴るなど）に関連している。

#### ゲール語の競技
カモギー、ゲーリック・フットボール、ハーリング、レディース・ゲーリック・フットボールでは、重大な反則や暴力行為を行った選手にレッド カード（アイルランド語: cárta deerg）が与えられる。1試合で2枚のイエローカードを受け取った選手は退場となり、レッドカードが与えられる。レッドカードとイエローカードは、1995年の全アイルランドシニアフットボールチャンピオンシップ決勝で、審判がチャーリー・レドモンドをフィールドから退場させたが、レドモンドか去ることを拒否した事件の後、ゲーリックゲームに導入された。 

#### ハンドボール
ハンドボールでのレッドカードは、スポーツマンシップに反する行為、重大な反則行為、または3回目の2分間の出場停止処分などの反則を犯した選手の失格を示している。レッドカードにより、選手は試合の残りの時間プレー出来なくなり、その結果、チームが利用できる選手の数が減少する。レッドカードは、チームに2分間の出場停止処分ももたらす。つまりチームは、2分間のチーム出場停止期間が終了するまで、失格となった選手を交代させることは出来ない。

#### クィディッチ
クィディッチでは、レッドカードにより選手は退場となる。さらに、交代要員は2分間ペナルティボックスに移動する必要があり、その間の相手チームの得点に関係なく、2分間はサービスを提供しなければならない。選手のチームは、交代要員がペナルティボックスにいる間、プレーダウンしなければならない。

#### 競歩
競歩では、レッドカードは、競技者の後ろ足を上げているときに足が地面に着いていないか、地面に接触したときに前足がまっすぐに伸びていないことを示す。ジャッジは、競技者が犯した最初の違反に対してイエローカードを発行する。同じジャッジが同じ競技者からの2回目の違反を検出した場合、レッドカードが発行される。3人の異なるジャッジからの3枚のレッドカードは、競技者の失格となる。

#### ラグビー
ラグビーリーグではレッドカードは通常、南半球のラグビーリーグでは使用されず、レフリーは、選手が残りの試合のためにフィールドから退場したことを示し、片方の腕を頭の上に伸ばし、人差し指をサイドラインの方向に向ける。ただし、北半球では、審判がレッドカードを使用して、選手が残りの試合でフィールドから退場したことを知らせるのが一般的であり、交代は許可されていない。選手がレッドカードを受け取ることなく7枚のイエローカードを受け取る可能性がある（試合で8枚のイエローカードを受け取った選手はレッドカードを受け取り、試合から退場をする）。反則の程度は主審の裁量に委ねられている。
ラグビーユニオンでは、レッドカードは選手が退場となり、それ以上試合に参加できないことを示すために使用される。選手を入れ替えることはできず、残りの試合ではチームの選手が1人少なくなる。国際試合中、ワールドラグビー規則第9条ファウルプレーに基づいて反則を犯した選手は、レッドカードを提示される場合がある。レッドカードは通常、重大な違反に対して発行される。試合中に2枚目のイエローカードを受け取った選手には、自動的にレッドカードが提示される。

#### バレーボール
バレーボールでは、失礼な行為の最初のインスタンスに対してレフリーがレッドカードを発行することができる。これはスコアシートに記録され、サービスの喪失（該当する場合）と相手チームへのペナルティポイントが発生する。失礼な行為は、レッドカードのみで処罰される唯一の制裁カテゴリーであり、サービスの喪失（該当する場合）とペナルティポイントが発生する。追放と失格の制裁については、赤と黄のカードが同時に示され、片手でまとめて、またはそれぞれの手で別々に保持される。
ビーチバレーでは、ルールは6人制の競技とは1つの点で異なっている。レッドカードは、同じセット内の失礼な行為の最初と2番目の違反に対して示される。それはスコアシートに記録され、サービスの喪失（該当する場合）と相手チームへのペナルティポイントが発生する。それ以外の場合、カードの使用手順は6人制の場合と同じである。

#### 水球
水球では、イエローカードまたは重大なスポーツに反する行為を受けた後、2回目の不正行為があった場合、ベンチにいるコーチ、選手、またはオフィシャルチームにレッドカードが発行される。レッドカードを受けた人は、競技エリアを離れなければならない。

#### 卓球
ITTFの規則では、警告の後、選手が再び不正行為を行った場合、審判はイエローカードとレッドカードを同時に提示し、2回目の違反で1ポイント、3回目の違反で2ポイントを対戦相手に与える。選手が重大な違反を犯した場合、または不正行為の為に対戦相手に3ポイントが与えられた後も不正行為を続けた場合、審判はプレーを中断し、レッドカードを提示して選手を試合から失格にする権限を持つレフェリーに報告する。審判員は、許可されたアドバイザーにレッドカードを提示し、警告が与えられた後に違法なアドバイスをした場合、プレーエリアを離れるように依頼することができる。

## その他のカード

### グリーンカード

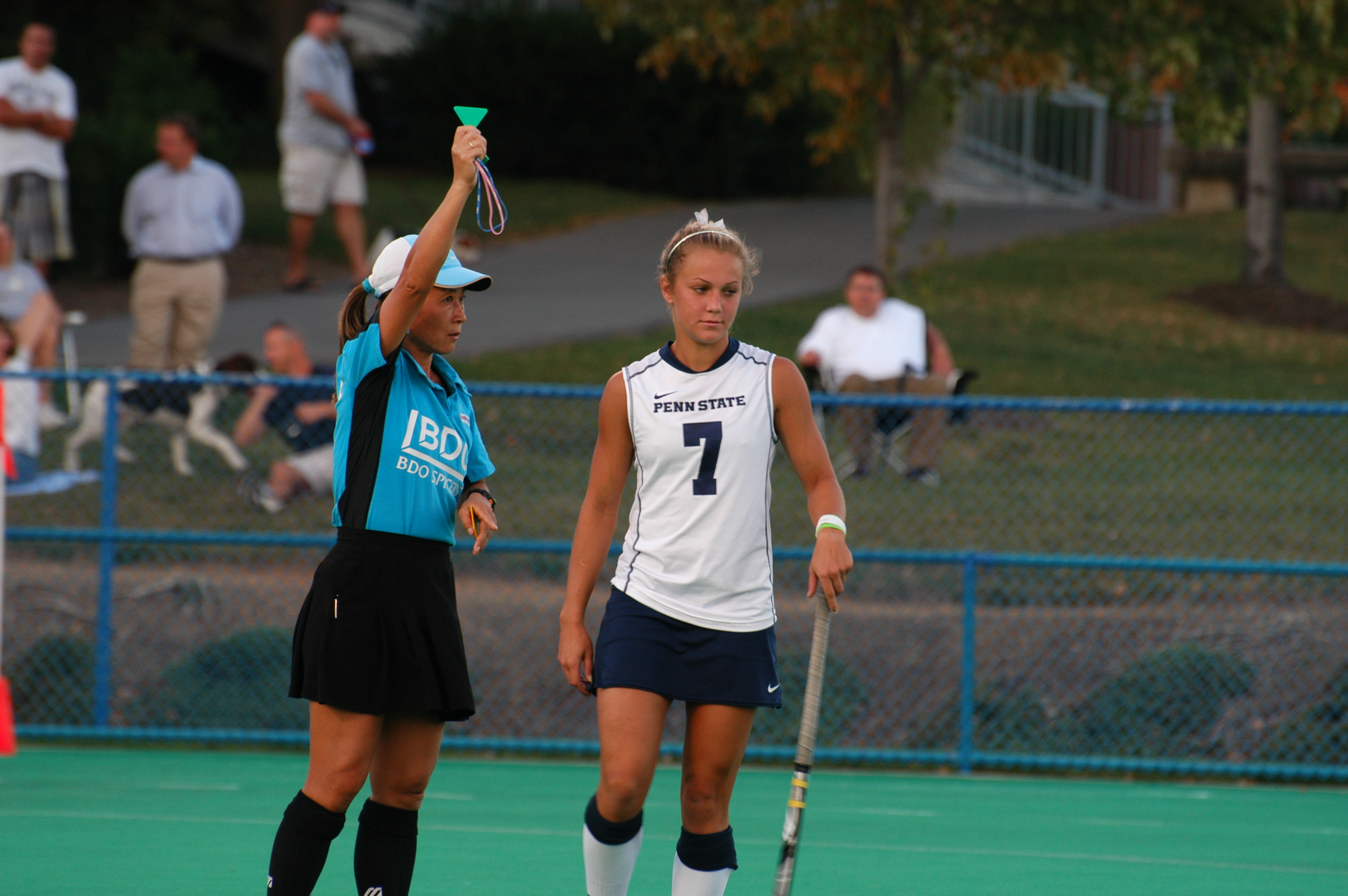
ペンシルベニア州立大学のフィールドホッケー選手がグリーンカードを受けた際の写真

一部のスポーツでは、グリーンカードは、より重大な制裁を必要としない軽微な違反を犯した選手に公式の警告を示すために使用される。

フィールドホッケーでは、三角形のグリーンカードは、選手には2分間の出場停止、コーチには警告を示している。

陸上競技での緑色のカードは、リコールが警告を必要としなかったことを示す。これは、誤ったスタートをキャッチするために使用されたマシンがミスを犯した場合に発生する。
カヌーポロでのグリーンカードは、個々の選手またはチーム全体に適用できる公式の警告を示す。故意のスポーツに反する行為、またはレフェリーへの不必要な口頭でのコミュニケーションに対しては、グリーンカードが与えられる可能性がある。
フィールドホッケーでのグリーンカードは、2分間の出場停止という軽微な違反が発生した場合の公式の警告を示す。同じ選手の2枚目のグリーンカードは、イエローカード（5分間の出場停止）となる。この場合、審判はグリーンカードを提示し、続いてイエローカードを提示する。グリーンカードが与えられた違反が繰り返された場合は、イエローカードが与えられる。グリーンカードは、チーム全体への警告として、特定の選手またはキャプテンに与えることができる。チームへの警告としてキャプテンに提示されたカードは、選手としてキャプテンに提示されたカードとは別に扱われる。フィールドホッケーのグリーンカードは、その色に加えて、三角形の形をしている。ホッケーのFIHルールでは、グリーンカードは2分間の出場停止となり、その間その選手のチームは1人少ない状態でプレーをする。

### ホワイトカード
ホワイトカードは、選手に与えられた5分間のタイムペナルティを示すためにバンディで使用される。違反した選手はプレーエリアを離れ、ペナルティが終了するまでセンターライン近くのペナルティベンチで待たなければならない。5分間は選手を交代することは出来ないが、ペナルティが切れたときに別の選手と交代することが出来る。ホワイトカードを正当化する可能性のある違反には、対戦相手がフリーストロークを実行するのを妨げようとする事、違法な交代、対戦相手への違法だが非暴力的な攻撃の繰り返しが含まれる。
ラグビーユニオンの2012年スーパーラグビーシーズンでは、審判が加害者の身元を確信していない場合、または審判がレッドカードが正当化されるかどうか確信が持てない場合に、ファウルプレーの疑いのある事件に対してホワイトカードが導入された。事件は後にコミッショナーに送られ、違反した選手の出場停止につながる可能性がある。しかし2013年、ワールドラグビーは、TMOの権限を拡大して、不正行為の疑いのある事件の審査を含むようにした。その結果、2013年にホワイトカードは発行されなかった。

### ブルーカード
選手に与えられる10分間のタイムペナルティを示すために、バンディでブルーカードが使用される。違反した選手はプレーエリアを離れ、ペナルティが終了するまでセンターライン近くのペナルティベンチで待たなければならない。10分間は選手を交代することは出来ないが、ペナルティが切れたときに別の選手と交代する事が出来る。ブルーカードは通常、ホワイトカードを正当化する違反よりも深刻な違反に対して示される。これには、相手を暴力的または危険な方法で攻撃し、ハイスティックで意図的にボールを止めたり、審判の決定に抗議したりする事で有利になる。
ブルーカードは、アメリカ合衆国のサッカーでも頻繁に使用される。違反者がフィールドを離れてペナルティボックスに留まらなければならないことを示している（通常は2分から5分） 。違反者の反対側のチームがゴールを決めた場合、違反者はすぐにフィールドに戻ることが出来る。また、クレディカス・カップでも、スポーツマンシップに反するプレーに対する5分間のベンチペナルティとして使用されている。また、スポーツマンシップに反するプレーに対する 2 分間のベンチペナルティとして、ビーチサッカーでも使用されている。
ブルーカードはクィディッチでもテクニカルファウルを示すために使用される。反則を犯した選手、または反則を犯した選手のチームに対してゴールが決まるまで、1分間ペナルティボックスに送られる。イエローカードとは異なり、複数のブルーカードに対して追加のペナルティは無い。
国際ハンドボール連盟が2016年7月1日に発効したルール変更を発表して以来、ブルーカードがハンドボールで使用されている。その後、書面による報告書がスコアシートに添付され、懲戒委員会がプレーヤーに対する今後の措置を決定する。

### ブラックカード

ブラックカード

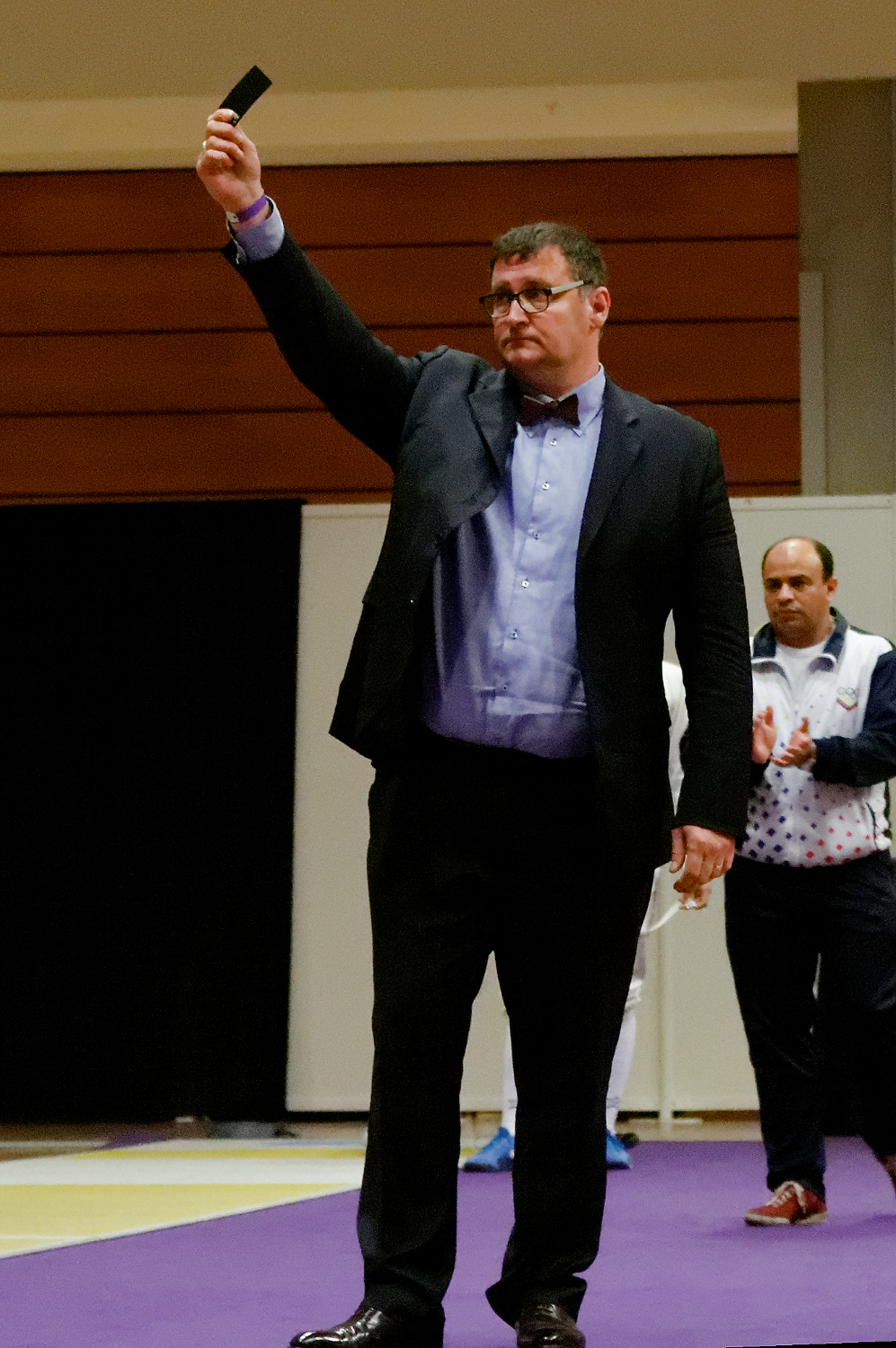
フェンシングの審判員がブラックカードを挙げる様子

フェンシングではブラックカードを使用している。重大な規則違反の場合、トーナメントディレクターまたはレフリーによって発行される。グループ3の違反の2回目の事例、および故意の残虐行為、フェンスの拒否、敬礼の拒否、握手の拒否を含む全てのグループ4の違反は、ブラックカードで罰せられる可能性がある。ブラックカードが発行された場合、違反した選手は残りの競技会から除外され、以降のトーナメントへの参加が停止される場合があり、トーナメントの公式記録では、選手の名前は「FENCER EXCLUDED」という言葉に置き換えられる。
バドミントンでは、失格を示すためにブラックカードも使用されている。
ゲーリックフットボールとハーリングのゲーリック・ゲームズでは、以前はイエローカードを保証しない軽微な違反で選手に対して記録されていたが、複数の警告はイエローカードの発行に繋がる。レフリーが黒いノートをカードのように物理的に持ち上げる行為は、GAAによって廃止された。
2014年1月1日から、ゲーリックフットボールの選手は、他のペナルティカードと同じ方法で、ブラックカード（審判の黒いノート）を物理的に提示することによって、ゲームの残りの期間、ピッチから退場するよう命じることができる。冷笑的な行動には、あからさまなつまずき、引き下ろし、ボディチェックが含まれる。この強制交代は、イエローカードとレッドカードの間の中間的な罰則である。同じゲームでイエローカードとブラックカードを受けた選手は、交代が許可されずに退場となる。
2020年1月の時点で、ブラックカードを受けた選手は、フィールドから10分間、シン ビンに退場させられる。選手は、この期間が経過した後、審判の許可を得てプレーの休憩中にフィールドに戻ることができる。試合が延長戦まで延長され、選手が10分間シンビンにいない場合、選手はプレーに復帰する前に残りの時間にサービスを提供する必要がある。前年と同様に、イエローカードとブラック カードの両方、または2枚のブラックカードを受け取った選手は、レッドカードを提示され、残りの試合で退場となり、交代することは出来ない。